# Stirling Moss

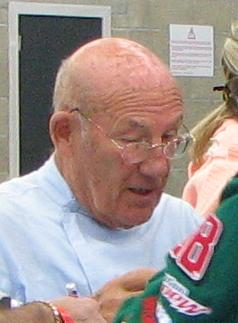
Stirling Moss el 2008

Stirling Moss   (West Kensington, 17 de setembre de 1929 - Mayfair, 12 d'abril de 2020) va ser un pilot de curses automobilístiques anglès que va arribar a disputar curses de Fórmula 1.

## A la F1
Va debutar a la segona temporada de la història del campionat del món de la Fórmula 1, l'any 1951, disputant el 27 de maig del 1951 el GP de Suïssa, que era la prova inicial de la temporada.
Stirling Moss va participar en un total de seixanta-set curses puntuables pel campionat de la F1, repartides al llarg d'onze temporades a la F1, les que corresponen als anys entre 1951 i 1961, amb 16 victòries, 24 podis, 16 poles i 19 voltes ràpides. No va arribar mai a ser coronat Campió del Món. Actualment, ostenta el rècord de ser el pilot amb més victòries sense haver aconseguit mai cap Títol Mundial de Fórmula 1. Quedà subcampió al campionat del pilots del 1955 al 1958 i tercer del 1959 al 1961.
També va disputar i guanyar nombroses curses no puntuables pel mundial de la F1, entre les quals destaquen entre altres les Mille Miglia.

## Resultats a la F1
| Any  | Equip                      | Xassís    | Motor         | 1       | 2       | 3       | 4       | 5       | 6       | 7       | 8       | 9       | 10      | 11    | Posició | Punts   |
| ---- | -------------------------- | --------- | ------------- | ------- | ------- | ------- | ------- | ------- | ------- | ------- | ------- | ------- | ------- | ----- | ------- | ------- |
| 1951 | HW Motors                  | HWM       | Alta          | SUI 8   | 500     | BEL     | FRA     | GBR     | ALE     | ITA     | ESP     |         |         |       | -       | 0       |
| 1952 | HW Motors                  | HWM       | Alta          | SUI Ret | 500     |         |         |         |         |         |         |         |         |       | -       | 0       |
| 1952 | ERA Ltd                    | ERA       | Bristol       |         |         | BEL Ret | FRA     | GBR Ret | ALE     | HOL Ret |         |         |         |       | -       | 0       |
| 1952 | Connaught Engineering      | Connaught | Lea-Francis   |         |         |         |         |         |         |         | ITA Ret |         |         |       | -       | 0       |
| 1953 | Connaught Engineering      | Connaught | Lea-Francis   | ARG     | 500     | HOL 9   | BEL     |         |         |         |         |         |         |       | -       | 0       |
| 1953 | Cooper Car Company         | Cooper    | Alta          |         |         |         |         | FRA Ret | GBR     | ALE 6   | SUI     | ITA 13  |         |       | -       | 0       |
| 1954 | Equipe Moss/AE Moss        | Maserati  | Maserati      | ARG     | 500     | BEL 3   | FRA     | GBR Ret | ALE Ret |         |         |         |         |       | 13th    | 4 1/7   |
| 1954 | Officine Alfieri Maserati  | Maserati  | Maserati      |         |         |         |         |         |         | SUI Ret | ITA 10  | ESP Ret |         |       | 13th    | 4 1/7   |
| 1955 | Daimler Benz AG            | Mercedes  | Mercedes-Benz | ARG 4   | MON 9   | 500     | BEL 2   | HOL 2   | GBR 1   | ITA Ret |         |         |         |       | 2n      | 23      |
| 1956 | Officine Alfieri Maserati  | Maserati  | Maserati      | ARG Ret | MON 1   | 500     | BEL 3*  | FRA 5*  | GBR Ret | ALE 2   | ITA 1   |         |         |       | 2n      | 27 (28) |
| 1957 | Officine Alfieri Maserati  | Maserati  | Maserati      | ARG 8   |         |         |         |         |         |         |         |         |         |       | 2n      | 25      |
| 1957 | Vandervell Products Ltd    | Vanwall   | Vanwall       |         | MON Ret | 500     | FRA     | GBR 1*  | ALE 5   | PES 1   | ITA 1   |         |         |       | 2n      | 25      |
| 1958 | Rob Walker Racing Team     | Cooper    | Climax        | ARG     |         |         |         |         |         |         |         |         |         |       | 2n      | 41      |
| 1958 | Vandervell Products Ltd    | Vanwall   | Vanwall       |         | MON Ret | HOL 1   | 500     | BEL Ret | FRA 2   | GBR Ret | ALE Ret | POR 1   | ITA Ret | MAR 1 | 2n      | 41      |
| 1959 | Rob Walker Racing Team     | Cooper    | Climax        | MON Ret | 500     | HOL Ret |         |         | ALE Ret | POR 1   | ITA 1   | USA Ret |         |       | 3r      | 25½     |
| 1959 | British Racing Partnership | BRM       | BRM           |         |         |         | FRA DSQ | GBR 2   |         |         |         |         |         |       | 3r      | 25½     |
| 1960 | Rob Walker Racing Team     | Cooper    | Climax        | ARG 3*  |         |         |         |         |         |         |         |         |         |       | 3r      | 19      |
| 1960 | Rob Walker Racing Team     | Lotus     | Climax        | MON 1   | 500     | HOL 4   | BEL NVS | FRA     | GBR     | POR DSQ | ITA     | USA 1   |         |       | 3r      | 19      |
| 1961 | Rob Walker Racing Team     | Lotus     | Climax        | MON 1   | HOL 4   |         |         |         |         |         |         |         |         |       | 3r      | 21      |
| 1961 | Rob Walker Racing Team     | Lotus     | Climax        |         |         | BEL 8   | FRA Ret | GBR DSQ | ALE 1   |         | USA Ret |         |         |       | 3r      | 21      |
| 1961 | Rob Walker Racing Team     | Lotus     | Climax        |         |         |         |         |         |         | ITA Ret |         |         |         |       | 3r      | 21      |

(*) Cotxe compartit.

### Resum
| Curses | Victòries | Pòdiums | Poles | Voltes ràpides | Punts  |
| ------ | --------- | ------- | ----- | -------------- | ------ |
| 67     | 16        | 24      | 16    | 19             | 185.64 |